# Paix à celui qui vient au monde
Pour plus de détails, voir Fiche technique et Distribution.
Paix à celui qui vient au monde, également connu sous le titre Le Commando de la dernière chance (titre original russe : Мир входящему, Mir vkhodiachtchemou), est un film soviétique d'Alexandre Alov et Vladimir Naoumov sorti en 1961. Ce film a reçu le prix spécial du jury pour le meilleur scénario au festival de Venise de 1961.

## Synopsis
Le jeune sous-lieutenant Ivlev qui vient d'être enrôlé dans l'Armée rouge à la fin de la Seconde Guerre mondiale arrive à Berlin. La capitale du Troisième Reich, à quelques jours de la capitulation, est totalement détruite. Des soldats soviétiques rencontrent en plein combat dans la rue une jeune femme allemande enceinte, Barbara, et reçoivent l'ordre de leur chef de compagnie de la mener à l'hôpital. C'est le jeune sous-lieutenant Ivlev qui est désigné pour l'accompagner. Il prend avec lui un chauffeur et un homme de troupe. La traversée de la ville en ruines sous les bombes par les trois hommes et la jeune Allemande s'apparente à une véritable odyssée.

## Fiche technique
- Titre français : Paix à celui qui vient au monde ou Le Commando de la dernière chance[2]
- Titre original : Мир входящему (Mir vkhodiachtchemou)
- Réalisation : Alexandre Alov, Vladimir Naoumov
- Scénario : Leonid Zorine, en collaboration avec Alexandre Alov et Vladimir Naoumov
- Musique : Nikolaï Karetnikov
- Photographie : Anatoli Kouznetsov
- Sociétés de production : Mosfilm, Ministerstvo Kinematografii
- Société de distribution : SNC (France)
- Pays de production :  Union soviétique
- Langue originale : russe
- Durée : 90 minutes
- Dates de sortie :
  - Italie : août 1961 (Mostra de Venise 1961)
  - Union soviétique : 4 septembre 1961
  - France : 19 juillet 1963
- Affiche : Jacques Vaissier (France)

## Distribution
- Victor Avdiouchko : Yamchtchikov
- Alexandre Demianenko : Ivlev
- Stanislav Khitrov : Roukavitsyne
- Lidia Chaporenko : Barbara
- Vera Bocadoro : la Française
- Nikolaï Grinko : l'Américain
- Nikolaï Timofeïev : le combattant
- Izolda Izvitskaïa : la soldate agent de circulation
- Andreï Faït : le Serbe
- Stepan Krylov : le lieutenant-colonel Tcherniaïev
- Vladimir Marenkov : l'adjudant-chef
- Nikolaï Khriachtchikov : un blessé